# امرود وحشی
مارملادا (نام علمی: Alibertia edulis) نام یک گونه از تیره روناسیان است که بومی دشت‌های باز رودخانه‌های آمازون و برزیل می‌باشد. میوه‌های این گیاه از درختان خودرو در جنگلهای وحشی حاصل می‌شوند و کمتر کشت آن به صورت اهلی رواج دارد.